# Ulf Stark
Ulf Stark (født 12. juli 1944 i Stureby, død 13. juni 2017) var en svensk forfatter.
Ulf Stark studerede pædagogik og psykologi og var ansat i den svenske arbejdsformidling som lærer.
Som 20-årig udgav han Ett hål till livet, en digtsamling for voksne, som blev efterfulgt af to andre voksenbøger i henholdsvis 1966 og 1967.
I 1975 skrev han sin første børnebog, men fik først i 1984 sit internationale gennembrud med Dårfinkar och dönickar (dansk: Tossehoveder og tørvetrillere, 1985).
Adskillige værker er blevet filmatiseret.
Ulf Stark sad i stol nr. 17 i det svenske børnebogsakademi i perioden 1989 til 1998. I 1993 modtog han Astrid Lindgren-prisen, og i 1998 modtog han Nordisk Børnebogspris.